# Armoriale delle famiglie italiane (Barom-Baz)
Questo è l'armoriale delle famiglie italiane il cui cognome inizia con le lettere che vanno da Barom a Baz.

## Armi

### Barom
| Stemma | Casato e blasonatura |
| ------ | --- |
|        | Baron (Veneto) (la blasonatura non è stata ancora caricata) (citato in (30)) (immagine dello Stemmario reale di Baviera.) |
|        | Baroncelli (Firenze) Bandato di sei pezzi d'argento e di rosso (citato in (15)) alias D'argento, a tre bande di rosso (citato in (15)) (DE) In Silber 3 rote Schrägbalken (citato in (21)) alias Di rosso, a tre bande d'argento (citato in (15)) alias Di rosso, a tre bande d'argento, con il 3º pezzo caricato di un giglio di … (citato in (15)) alias Di rosso, a tre bande d'argento, con il capo del Popolo fiorentino (citato in (15)) alias Di rosso, a tre bande d'argento, caricato nel capo di uno scudetto d'azzurro, alla banda doppiomerlata d'oro, accompagnata da sei stelle a otto punte dello stesso, ordinate tre in capo e tre in punta, nel senso della pezza (citato in (15)) alias Di rosso, a tre bande d'argento, caricato nel capo dello scudetto di Firenze alias Di rosso, a tre bande d'argento, caricato nel cuore dello scudetto di Firenze (citato in (15)) alias Partito: nel 1º d'oro, all'aquila dal volo abbassato di nero uscente dalla partizione, coronata del campo; nel 2º bandato d'argento e di rosso (citato in (15))                                         |
|        | Baroncelli (Toscana) (DE) In Silber 3 schreitende schwarze Krähen, 2:1 gestellt (citato in (21)) |
|        | Baroncelli (Firenze) D'argento, a tre uccelli posati di nero, e alla bordura composta d'argento e di rosso (citato in (15)) |
|        | Baroncello (Molfetta) bandato di rosso e d'argento (citato in molfetta.net:: del Blasone:: introduzione all'Araldica. URL consultato il 27 dicembre 2013 (archiviato dall'url originale l'8 dicembre 2012).) |
|        | Baronci (Firenze) D'azzurro, alla gemella spinata in banda d'oro (citato in (15)) alias D'azzurro, a due bande spinate d'oro (citato in (15)) (DE) In Blau 2 goldene Zickzackschrägbalken (citato in (21)) |
|        | Baroncini (Firenze) D'argento, al monte di sei cime di rosso, accompagnato da tre rose dello stesso, 2.1 (citato in (15)) |
|        | Baroncini (Toscana) (DE) In Silber 3 rote Rosen und 1 schwebender roter Dreiberg 1:2:1 gestellt (citato in (21)) |
|        | Baroncini (Firenze) D'azzurro, al monte di sei cime di rosso, cimato da tre spighe d'oro, stelate e fogliate dello stesso (citato in (15)) |
|        | Baroncini o Baroncini della Pezza (Toscana) (DE) Unter 1 goldenen Schildhaupt, darin 1 sitzender roter Löwe, in Gold 1 blauer Drillingssparren (citato in (21)) |
|        | Baroncini della Pezza (Firenze) Scaglionato d'oro e d'azzurro, al capo d'oro caricato di un leone sedente di rosso (citato in (15)) |
|        | Barone (Tropea, Napoli) Titolo: patrizio di Tropea di rosso con tre fasce ad onde di oro, col capo del primo caricato da due stelle di oro, sostenuto da una fascia del medesimo (citato in (4) – Vol. I pag. 519 e in (18)) 3 fasce ondate di oro su rosso - 2 stelle (5 raggi) di oro poste in fascia su rosso in capo - trangla di oro (citato in LEOM) di rosso a tre filetti in fascia ondati d'oro; il capo del primo caricato da due stelle a otto punte del secondo e sostenuto da una fascia in divisa dello stesso (citato in BLCL) |
|        | Barone (Tropea) di rosso a tre fasce ondate d'oro caricate da due stelle del medesimo (sic!) (citato in BLCL) Immagine e notizie storiche in Tropea Magazine. |
|        | Barone (Cosenza) D'argento a tre fasce ondate d'azzurro accompagnate in capo da 2 stelle a 8 punte dello stesso (citato in DAlena e in BLCL) |
|        | Barone (Nola, Napoli, Livari) Titolo: marchesi di Livari D'azzurro alla croce d'oro accantonata da 4 rose dello stesso (citato in DAlena e in (18)) croce di oro accantonata da 4 rose dello stesso su azzurro (citato in LEOM) d'azzurro alla croce d'oro cantonata da quattro rose dello stesso (citato in BLCL) Immagine e notizie storiche in Tropea Magazine. |
|        | Barone (Messina, Reggio Calabria) d'argento a tre fasce ondate d'azzurro col capo del medesimo sostenuto da una trangla d'oro e caricata da tre stelle dello stesso (citato in BLCL) Immagine e notizie storiche in Tropea Magazine. |
|        | Barone (Tropea) (LA) campum ceruleum in medio Barram subter tres undas, et duas stellas auratas (citato in BLCL) Immagine e notizie storiche in Tropea Magazine. |
|        | Barone di Naro (Sicilia) di rosso, ad un uomo nudo di carnagione, tenente nella destra un bastone di nero e nella sinistra una testa umana del secondo, per i capelli (citato in Mango) |
|        | Barone e Barone di Palermo (Sicilia) Titolo: barone del Grano d'azzurro, alla croce d'oro, accantonata da quattro rose del secondo (citato in Mango e in (29)) Notizie storiche in Famiglie nobili di Sicilia. |
|        | Barone di Reggio (Sicilia) d'argento a tre fasce ondate d'azzurro, col capo dello stesso, sostenuto dalla trangla d'oro e caricato da tre stelle del medesimo. Corona di marchese (citato in Mango) |
|        | Baroni (Lucca) troncato: nel 1º di rosso alla torre merlata al naturale dalla cui base sgorgano due ruscelli dello stesso convergenti verso la punta dello scudo; nel 2º di argento a tre bande di rosso (citato in (4) – Vol. I pag. 519) torre (2palchi) cinta da 2 ruscelli che si uniscono in basso nella troncatura tutto al naturale su rosso - 3 bande di rosso su argento (citato in LEOM) |
|        | Baroni (Firenze) Di rosso, a tre palle d'argento, 2.1 (citato in (15)) (DE) In Rot 3 silberne Scheiben, 2:1 gestellt (citato in (21)) |
|        | Baroni (Firenze) Di..., all'albero sradicato di..., accostato da due stelle a otto punte di... alias Di..., all'albero sradicato di..., sinistrato da una stella a otto punte di... (citato in (15)) |
|        | Baroni (Lucca) Troncato: nel 1º d'argento, alla torre di due ripiani al naturale, dalla cui base muovono due fiumi dello stesso convergenti verso la troncatura; nel 2º d'argento, a tre bande di rosso (citato in (15)) |
|        | Baroni (Pisa) Bandato di dieci pezzi d'argento e di nero; con il capo di rosso caricato di un bue passante d'oro (citato in (15)) |
|        | Baroni (Pisa) Troncato: nel 1º d'azzurro, al leone leopardito d'oro; nel 2º d'oro, a tre bande d'azzurro (citato in (15)) |
|        | Baroni (Pistoia) Troncato: nel 1º d'argento, al drago di verde lampassato di rosso, tenente nella branca destra una torcia al naturale accesa di rosso; nel 2º di rosso, a tre rose d'oro, 2.1 (citato in (15)) |
|        | Baroni (Chieri) Giglio (citato in DAlena) |
|        | Baroni (Molise) D'azzurro alla croce d'oro accantonata da 4 rose dello stesso (citato in DAlena) |
|        | Baroni (Torino) Titolo: conti di Tavigliano D'azzurro, alla banda di argento, carica di tre gigli di rosso, posti in sbarra, accompagnata da due crocette d'oro scorciate Motto: Auxilium meum a Domino (citato in (17)) |
|        | Baroni (Veneto) (la blasonatura non è stata ancora caricata) (citato in (30)) (immagine dello Stemmario reale di Baviera.) |
|        | Baroni (Veneto) (la blasonatura non è stata ancora caricata) (citato in (30)) (immagine dello Stemmario reale di Baviera.) |
|        | Baroni o Baroni delle Stelle o Baroni delle Ruote (Firenze) D'azzurro, al monte di tre cime d'oro, sormontato da tre stelle a otto punte dello stesso, 1.2 (citato in (15)) (DE) In Blau 1 schwebender goldener Dreiberg, oben begleitet von 3 achtstrahligen goldenen Sternen, 1:2 gestellt (citato in (21)) |
|        | Baroni (Cesena) (la blasonatura non è stata ancora caricata) (citato in BLCW) Immagine in Blasone Cesenate. |
|        | Baroni Lupicani (Toscana) (DE) In Blau 2 einwärtsgekehrte goldene Wölfe (citato in (21)) |
|        | Baroni Lupicani (Toscana) (DE) In Silber 1 schwarzer Wolf, überdeckt von 2 roten Balken (citato in (21)) |
|        | Baronii (Napoli) (la blasonatura non è stata ancora caricata) (citato in UNFE) Immagine nella Biblioteca Estense Universitaria (id. 3127). |
|        | Baronio (Ravenna) d'azzurro alla fascia d'oro, caricata di due rami di palma decussati in punta, e accompagnata in capo da una crocetta patente di argento e in punta da un leone di oro passante sulla campagna di verde (citato in (4) – Vol. I pag. 520) 2 foglie di palma incrociate in basso su fascia di oro su azzurro - crocetta patente di argento su azzurro in alto - leone passante di oro su terrazzo di verde su azzurro in basso Baronio (citato in LEOM) |
|        | Baronio (Fiume) Titolo Cavaliere del S. R. I. in Valle Rosata inquartato: nel 1º d'oro all'aquila di nero coronata del campo con la testa rivoltata; nel 2º e 3º di rosso al guerriero vestito d'acciaio coll'elmo cimato di tre penne, una di nero fra due d'oro, tenente con la mano destra una spada sguainata d'acciaio con l'elsa d'oro; la mano sinistra appoggiata al fianco; nel 4º di nero al leone d'oro coronato dello stesso, linguato di rosso con la coda bifida, tenente con le zampe anteriori tre rose di rosso gambute e fogliate di sei di verde (citato in (4) – Vol. I pag. 520) aquila di nero rivolta coronata di oro su oro - guerriero vestito di acciaio elmo cimato da 3 penne di oro e di nero tenente con la destra una spada sguainata e poggiante la sinistra sul fianco su rosso - leone rampante coronato di oro coda bifida 3 rose di oro stelate e fogliate di verde in destra su nero (citato in LEOM) Cimiero: a destra l'aquila dello scudo; a sinistra il guerriero dello scudo, nascente, posto fra due proboscidi troncate d'oro e di nero e di rosso e d'argento |
|        | Baronio (Cesena) (la blasonatura non è stata ancora caricata) (citato in BLCW) Immagine in Blasone Cesenate. |
|        | Baronis (Chieri) Titolo: conti di Trana; signori di San Michele d'Asti; consignori di Buttigliera, Giaveno, San Michele d'Asti, Santena D'oro, alla banda di rosso, con il capo del secondo, carico di un bordone del primo, posto in sbarra, accompagnato in capo da una stella d'oro, in punta da una conchiglia d'argento Motto: Tentanda via (citato in (17)) |
|        | Baronzi (d'argento, a tre rose di rosso) (citato in UNFE) Immagine nella Biblioteca Estense Universitaria (id. 3572). |
|        | Barosini (Roma): nobili, patrizi bresciani D'azzurro al palo di rosso bordato del campo, caricato da una torre d'oro, murata di nero, aperta del campo, torricellata di 2, ciascuna torre merlata di 2 alla guelfa, a 4 rose di rosso, 2, 2, moventi dal palo; il tutto è abbassato sotto un capo d'oro, caricato di un'aquila di nero, coronata d'oro (citato in Archivio Araldico Vallardi) |
|        | Barostaldo (Veneto) (d'argento, a due bande d'azzurro, alla fascia attraversante di rosso) (citato in (30)) (immagine dello Stemmario reale di Baviera.) |
|        | Barotti (Fossano) Palato di otto, al 1°, 3°, 5° e 7° d'argento, al 2° e 6° di rosso, al 4° e 8° d'azzurro Motto: In Domino confido (citato in (17)) |
|        | Baroxo o Barbaroli o Balzani (Padova, Venezia) (la blasonatura non è stata ancora caricata) (citato in UNFE) Immagine nella Biblioteca Estense Universitaria (id. 7162). |
|        | Barozi (Veneto) (troncato d'argento e d'oro, al leone di rosso attraversante) (citato in (30)) (immagine dello Stemmario reale di Baviera.) |
|        | Barozi o Balzani (Torcello, Venezia) (la blasonatura non è stata ancora caricata) (citato in UNFE) Immagine nella Biblioteca Estense Universitaria (id. 5714). |
|        | Barozi o Balzani (Torcello, Venezia) (la blasonatura non è stata ancora caricata) (citato in UNFE) Immagine nella Biblioteca Estense Universitaria (id. 5715). |
|        | Barozi (Burano, Venezia) (la blasonatura non è stata ancora caricata) (citato in UNFE) Immagine nella Biblioteca Estense Universitaria (id. 7205). |
|        | Barozi (Modena, Ferrara) (la blasonatura non è stata ancora caricata) (citato in UNFE) Immagine nella Biblioteca Estense Universitaria (id. 668). |
|        | Barozi (Modena) (la blasonatura non è stata ancora caricata) (citato in UNFE) Immagine nella Biblioteca Estense Universitaria (id. 1347). |
|        | Barozzi e Barozi (Venezia) d'argento alla fascia d'azzurro (citato in (4) – Vol. I pag. 520 e in (30)) fascia di azzurro su argento (citato in LEOM) (immagine dello Stemmario reale di Baviera.) |
|        | Barozzi (Venezia) (d'argento alla banda d'azzurro) (Immagine nella Raccolta stemmi Trippini (JPG).) |
|        | Barozzi (Venezia) Titoli: N.U.N.D., Patrizio veneto d'argento al leone di rosso con la fascia d'azzurro attraversante (citato in (4) – Vol. I pag. 521) fascia di azzurro su - leone rampante di rosso su argento (citato in LEOM) |
|        | Barozzi o Barosio o Barossio o Barrozzi (San Germano Vercellese) Titolo: conti di Monteu da Po; baroni di Lessona; consignori di Castagnetto, Saluggia Inquartato, al 1° e 4° d'azzurro al baroccio, all'antica, trainato da due leoni passanti e sormontato da una cometa, il tutto d'oro; al 2° e 3° d'argento, alla fascia d'azzurro; sul tutto d'azzurro, al mare d'argento alias D'argento, alla fascia d'azzurro, con il capo di [...] Motto: His ducibus (citato in (17)) |
|        | Barozzi (Castelnuovo Scrivia?) Titolo: consignori di Castelnuovo Scrivia D'azzurro, al carro con il timone in banda, il tutto d'oro (citato in (17)) |
|        | Barozzi (la blasonatura non è stata ancora caricata) (citato in UNFE) Immagine nella Biblioteca Estense Universitaria (id. 3723). |
|        | Barozzi (Roma) (d'oro, alla fascia di nero) (citato in UNFE) Immagine nella Biblioteca Estense Universitaria (id. 4526). |

### Barr
| Stemma | Casato e blasonatura |
| ------ | --- |
|        | Barra (Abruzzo) di azzurro a tre fasce d'oro ritirate in punta e sormontate da una sirena di una coda al naturale (citato in (4) – Vol. I pag. 521 e in DAlena) |
|        | Barra-Caracciolo (Abruzzo) Partito: nel 1° d'azzurro a tre fasce d'oro ritirate in punta e sormontate da una sirena di una coda al naturale; nel 2° di rosso a tre bande d'oro, al capo cucito d'azzurro (citato in DAlena) |
|        | Barra Salone Caracciolo (Napoli) interzato in palo: nel 1º di azzurro a tre fasce d'oro ritirate in punta e sormontate da una sirena di una coda al naturale (per Barra); nel 2º di azzurro al destrocherio movente dal lembo sinistro manicato d'argento e tenente con la mano di carnagione tre ramoscelli di ulivo (per Salone); e nel 3º di rosso a tre bande di oro col capo cucito di azzurro (per Caracciolo) (citato in (4) – Vol. I pag. 521 e in DAlena) 3 fasce di oro su azzurro sormontate da - sirena al naturale di profilo su azzurro - avambraccio destro vestito di argento uscente da destra afferrante con la mano di carnagione 3 ramoscelli di olivo su azzurro - 3 bande di oro su rosso - azzurro pieno in capo (citato in LEOM) |
|        | Barracco e Baracco (Cosenza, Napoli) Titolo: Patrizio di Cosenza, barone troncato: nel 1º di azzurro ad un tronco d'albero sorgente dalla partizione, accostato da due stelle, il tutto d'oro; nel 2º di oro con una cornetta da caccia di nero posta in fascia, ed attaccata con tre cigne fioccate al tronco posto in 1º (citato in (4) – Vol. I pag. 522 e in (18)) troncato, nel 1° d'azzurro a due stelle d'oro, nel 2° d'oro con una cornetta da caccia nera sostenuta da tre fili attaccati ad un troncone di albero verde posto sullo spaccato (citato in (22)) tronco di albero uscente dalla troncatura di oro affiancato da - 2 stelle (5 raggi) dello stesso su azzurro - corno da caccia di nero con 3 cinghie dello stesso su oro (citato in LEOM) Notizie storiche in Nobili napoletani. |
|        | Barracco (Napoli) tronco di oro nascente dalla troncatura su azzurro - 2 stelle (8 raggi) di oro su azzurro poste in fascia - corno da caccia rivolto di nero legato da 3 cordoni di rosso su oro (citato in LEOM) |
|        | Barracco (Cosenza) D'azzurro a tre bande d'oro (citato in DAlena e in BLCL) |
|        | Barrace o Barraci (Sicilia) d'azzurro, a tre bande d'oro (abbassate?), la prima sostenente un leone leopardito dello stesso (citato in Mango) d'azzurro con tre bande d'oro ed un leone dello stesso rampante (citato in (29)) Notizie storiche in Famiglie nobili di Sicilia. |
|        | Barradi o Barrada (Nizzardo) D'azzurro, alla sbarra d'argento, carica di tre rose, di rosso alias D'azzurro, alla banda d'argento, carica di tre rose, di rosso (citato in (17)) |
|        | Barralier (Barcellonetta) Titolo: consignori di Saint Paul? D'oro, allo scaglione d'azzurro, carico di cinque stelle d'oro, con la bordura composta d'oro e di nero (citato in (17)) |
|        | Barrasio (la blasonatura non è stata ancora caricata) (citato in DAlena) |
|        | Barrese o Barresi (Sicilia) di vaio minuto d'argento e di rosso, e tre pali d'oro attraversanti (citato in Mango) |
|        | Barrese (Sicilia) Titolo: barone di Pietraperzia; marchese di Barrafranca; principe di Pietraperzia d'oro con dodici merletti rossi posti 4, 4 e 4. Corona di principe (citato in (29)) Notizie storiche in Famiglie nobili di Sicilia. |
|        | Barri (Cesena) (la blasonatura non è stata ancora caricata) (citato in BLCW) Immagine in Blasone Cesenate. |
|        | Barrilari o Barilaro (Ovada) D'azzurro, all'aquila col volo abbassato di nero, rivoltata e accompagnata nel capo da tre stelle di sei raggi d'oro, male ordinate, sostenuta da una botte coricata al naturale e movente dalla punta (citato in (33)) |
|        | Barrile o Barrili o Barile (Napoli, Caltanissetta) Titolo: signore di Nixima; barone di Turolifi e San Leonardo; marchese di Mongiuffi, Savochetta troncato: nel 1º d'azzurro, al grifo d'oro attraversato da lambello a tre pendenti di rosso; nel 2º d'oro, a tre monti di verde, sormontati da una rosa di rosso (citato in (4) – Vol. I pag. 522, in (18), in Mango e in (29)) grifo rampante di oro con 3 corone all'antica dello stesso infilate nel collo caricato da - lambello (3gocce) di rosso su azzurro - 3 monti di verde uscenti dalla punta sormontati da - una rosa di rosso stelata e fogliata di verde posta in sbarra su oro (citato in LEOM) diviso, nel 1° d'azzurro con un grifo d'oro ed un lambello rosso di tre pendenti broccante; nel 2° d'oro con tre monti di verde sormontati da una rosa di rosso. Corona di barone (citato in (29)) alias d'azzurro, al grifo d'oro, attraversato dal lambello a tre pendenti di rosso (citato in Mango e in (29)) Notizie storiche in Famiglie nobili di Sicilia. Ulteriori notizie storiche in Famiglie nobili di Sicilia. |
|        | Barrile (Tropea) d'azzurro al barile d'oro in fascia accompagnato in capo da un giglio accostato da due stelle a otto punte il tutto dello stesso (citato in BLCL) |
|        | Barrile (Tropea) di azzurro al grifo rampante d'oro attraversato da un rastrello a tre pendenti di rosso (citato in BLCL) Immagine e notizie storiche in Tropea Magazine. |
|        | Barrile (Tropea) (LA) campum ceruleum in medio Draconem et in cuius pectore restrillum cun tribus dentibus (citato in BLCL) Notizie storiche in Tropea Magazine. |
|        | Barrilis (Torino, Bologna) Titolo: Nobile troncato di azzurro, su oro, colla fascia d'argento sulla partizione; il 1º alla stella d'argento; il 2º al barile al naturale (citato in (4) – Vol. I pag. 522) fascia di argento su troncato di azzurro e di oro - stella (6 raggi) di argento su azzurro - barile coricato al naturale su oro (citato in LEOM) Troncato, al 1° d'azzurro, alla stella d'argento (6), al 2° d'oro al barile al naturale, con la fascia d'argento sulla partizione (citato in (17)) Cimiero: la stella del campo Motto: Elata sede nitescit (citato in (4) – Vol. I pag. 522) |
|        | Barroero o Barruero (Carmagnola) Di verde, al cavallo d'argento, spaventato, imbrigliato d'oro, con il solo filetto, senza redini Motto: Donec at metam (citato in (17)) |
|        | Barroselli (Toscana) (DE) In Blau 2 gekreuzte goldgestielte silberne Hämmer, oben begleitet von 1 schwebenden goldenen Dreiberg (citato in (21)) |

### Bars
| Stemma | Casato e blasonatura |
| ------ | --- |
|        | Barsanti (Lucca) D'oro, alla fascia di rosso; con il capo scaccato dei due smalti (citato in (15)) |
|        | Barselons (Savigliano?) Di rosso, allo scaglione, accompagnato in capo da due stelle (6), in punta di una B, il tutto d'oro (citato in (17))                                                                                      |
|        | Barsi (Firenze) Di..., alla fede di carnagione, vestita di..., sormontata da una cometa di... (citato in (15)) |
|        | Barsi (Perugia) scacchiere rosse e bianche, barzi bianchi in campi azzurri (citato in UNFE) Immagine nella Biblioteca Estense Universitaria (id. 7237).                                                                           |
|        | Barsi della Scala (Firenze) D'azzurro, alla terza in fascia di rosso, accompagnata in capo da una colomba dal volo spiegato d'argento, posta in palo con la testa in basso, e in punta da un giglio dello stesso (citato in (15)) |
|        | Barsotti (Lucca) d'azzurro, a 3 pere d'oro fogliate di verde, 2, 1 (citato in GUCA – pag. 419 e in DAlena) |

### Bart
| Stemma | Casato e blasonatura |
| ------ | --- |
|        | Bart (Francia) Interzato triplo in fascia d'oro d'azzurro e d'argento (citato in DAlena) |
|        | Bartalini (Pisa) di rosso al leone d'oro (citato in (4) – Vol. I pag. 523) leone rampante di oro su rosso (citato in LEOM) |
|        | Bartalini (Pisa) Di rosso, alla pantera rampante d'oro (citato in (15)) |
|        | Bartelli (Perugia) (la blasonatura non è stata ancora caricata) (citato in UNFE) Immagine nella Biblioteca Estense Universitaria (id. 7329). |
|        | Barti (Pistoia) D'argento, seminato di tortelli d'azzurro alias D'argento, seminato di palle d'azzurro (citato in (15)) |
|        | Bartocci (Foligno) (blasonatura non presente) (citato in (4) – Vol. I pag. 523) |
|        | Bartocelli (Caltanissetta) 3 colombe di argento su azzurro poste 1,2 - 3 lance una in banda e 2 incrociate di oro su azzurro - leone rampante di oro stella (6 raggi) di oro su azzurro - serpe accollata ad albero sradicato di argento su azzurro (citato in LEOM) |
|        | Bartolamasi (Modena) (la blasonatura non è stata ancora caricata) (citato in UNFE) Immagine nella Biblioteca Estense Universitaria (id. 17), su bibliotecaestense.beniculturali.it. URL consultato il 10 dicembre 2020 (archiviato dall'url originale il 4 marzo 2016). |
|        | Bartolazzi (Macerata) Titolo: Nobili di Cingoli, di Corridonia, di Fabriano di rosso al capriolo rovesciato d'oro, accompagnato da tre crescenti di argento, uno in capo e due ai fianchi (citato in (4) – Vol. I pag. 523) scaglione rovesciato di oro su rosso - 3 lune montanti di argento su rosso poste 1,2 (citato in LEOM) |
|        | Bartolelli (Firenze) D'azzurro, a due scuri d'arme decussate d'argento alias D'azzurro, a due scuri d'arme decussate d'argento, accompagnate in capo da un monte di sei cime d'oro, cimato da una stella a otto punte dello stesso alias D'azzurro, a due scuri d'arme decussate d'argento, accompagnate in capo da un monte di tre cime d'oro, cimato da una stella a otto punte dello stesso alias D'azzurro, a due scuri d'arme decussate d'argento, accantonate nel 1?? e nel 4?? da una stella a otto punte d'oro (citato in (15)) |
|        | Bartoletti (Cesena) (la blasonatura non è stata ancora caricata) (citato in BLCW) Immagine in Blasone Cesenate. |
|        | Bartoli (Borutta, Torralba, Padria, Pozzomaggiore, Bonnanaro, Cagliari, Venezuela) spaccato: nel 1º di azzurro alla colomba volante d'argento accompagnata in capo da tre stelle d'oro ed in punta da un monte di tre cime di verde; nel 2º d'argento alla corona d'alloro al naturale colla fascia d'argento bordata di rosso attraversante sullo spaccato (citato in (4) – Vol. I pag. 524, in (10) e in DAlena) fascia di rosso bordata di argento su troncato di azzurro e di argento - colomba in volo di argento su azzurro - 3 stelle (8 raggi) di oro poste in fascia in alto su azzurro - 3 monti ristretti di verde il centrale più alto uscenti dalla fascia su azzurro - corona di alloro al naturale su argento (citato in LEOM) Cimiero: elmo da nobile ornato dei lambrecchini dei colori dello scudo |
|        | Bartoli (Napoli) Titolo: duca di Castelpoto, col predicato di Carrara innestato merlato in banda di sei pezzi, il primo d'oro ad una stella di rosso, il secondo di rosso ad una stella di oro (citato in (4) – Vol. I pag. 524 e in (18)) |
|        | Bartoli (Napoli) bandato doppiomerlato di oro e di rosso - le 2 prime bande caricate di - una stella (5 raggi) di rosso su oro e da - una stella (5 raggi) di oro su rosso (citato in LEOM) |
|        | Bartoli (Firenze) Trinciato merlato d'oro e di rosso, a due stelle a otto punte dell'uno nell'altro alias Trinciato merlato d'oro e di rosso, a due stelle a otto punte dell'uno nell'altro, con nel capo una crocetta latina di..., sormontata da una palla d'azzurro caricata di tre gigli d'oro, 1.2 (citato in (15)) |
|        | Bartoli (Toscana) (DE) Gold-rot schräggeteilt im Zinnenschnitt (citato in (21)) |
|        | Bartoli (Firenze) D'oro, al palo d'azzurro caricato di tre gigli d'oro, e accostato da due rose di rosso alias D'argento, al palo d'azzurro caricato di tre gigli d'oro, e accostato da due rose di rosso (citato in (15)) |
|        | Bartoli (Firenze) D'azzurro, alla gemella in scaglione d'oro, sormontata da una stella a otto punte dello stesso alias D'azzurro, allo scaglione d'oro, cimato da una stella a otto punte dello stesso (citato in (15)) |
|        | Bartoli (Toscana) (DE) In Blau 2 goldene Sparren, oben begleitet von 1 achtstrahligen goldenen Stern (citato in (21)) |
|        | Bartoli (Firenze) D'azzurro, al monte di sei cime d'oro (citato in (15)) |
|        | Bartoli (Firenze) D'azzurro, al palo d'oro caricato di tre conchiglie d'argento e accostato da sei stelle a otto punte d'oro, ordinate tre per lato (citato in (15)) |
|        | Bartoli (Firenze) D'argento, alla fascia doppiomerlata d'azzurro, accompagnata da sei rose di rosso, ordinate in cinta, 3.3 (citato in (15)) |
|        | Bartoli (Montevarchi, Firenze) Partito: nel 1º di..., al cane rampante di..., collarinato di...; nel 2º di..., a tre fasce di..., accompagnate da tre stelle a otto punte di..., ordinate fra la prima e la seconda fascia (citato in (15)) |
|        | Bartoli (Pisa) Trinciato merlato d'oro e di rosso, a due stelle a otto punte dell'uno nell'altro (citato in (15)) |
|        | Bartoli (Pistoia) Troncato merlato d'oro e di rosso, alla stella a otto punte del secondo nel primo (citato in (15)) |
|        | Bartoli (Siena) D'oro, al filetto increspato in banda di nero, e al cantone franco destro attraversante di rosso, caricato di una stella a otto punte del campo alias Inquartato: nel 1º e 4º d'oro, all'aquila dal volo abbassato di nero, coronata del campo; nel 2º e 3º pure d'oro, al filetto increspato in banda di nero, e al cantone franco destro attraversante di rosso, caricato di una stella a sei punte del campo alias Inquartato: nel 1º e 4º d'oro, all'aquila dal volo levato di nero, coronata del campo; nel 2º e 3º d'oro, al filetto increspato in banda di rosso, e al cantone franco destro dello stesso, caricato di una stella a otto punte d'oro (citato in (15)) |
|        | Bartoli e Bartoli Ioannis (Toscana) (DE) In Blau 1 silberner Sparren, belegt mit 3 roten Rosen (citato in (21)) |
|        | Bartoli (Velletri) (la blasonatura non è stata ancora caricata) (citato in DAlena) |
|        | Bartoli (Roma) D'azzurro alla montagna di tre cime d'oro sormontato da un'aquila coronata e accompagnato nel capo da due stelle d'oro (citato in Pietramellara, vol. I, pag. 64, immagine in Rust, Bartoli (PDF). URL consultato il 27 dicembre 2013 (archiviato dall'url originale il 28 dicembre 2013).) |
|        | Bartoli (Roma) 2 rose poste in palo una di argento sul rosso del troncato di rosso e di argento e una di rosso sull'argento - 3 bande convesse di rosso su argento (citato in LEOM) |
|        | Bartoli (Bologna) inquartato al 1° di azzurro alla - mezza stella (8 raggi) di oro - al 2° di oro alla - mezza stella (8 raggi) di azzurro - al 3° troncato inchiavato di 2 pezzi di azzurro su oro l'oro caricato da - una stella (5 raggi) di azzurro - al 4° troncato inchiavato di 2 pezzi di oro su azzurro l'azzurro caricato da - una stella (5 raggi) di oro (citato in LEOM) |
|        | Bartoli (Modena, Ferrara) (la blasonatura non è stata ancora caricata) (citato in UNFE) Immagine nella Biblioteca Estense Universitaria (id. 678). |
|        | Bartoli (la blasonatura non è stata ancora caricata) (citato in UNFE) Immagine nella Biblioteca Estense Universitaria (id. 3731). |
|        | Bartoli Agorai (Toscana) (DE) Gold-rot schräggeteilt im Zinnenschnitt, darin 2 achtstrahlige Sterne in verwechselten Tinkturen (citato in (21)) |
|        | Bartoli di Lapo (Firenze) Di..., alla banda diminuita di..., accostata da due bande ondate di... (citato in (15)) |
|        | Bartoli Filippi (Firenze) D'azzurro, alla ruota di molino d'oro (citato in (15)) alias D'azzurro, alla ruota di molino d'oro, con il capo cucito d'Angiò (citato in (15)) (DE) In Blau 1 goldenes Rad ohne Felgen, überhöht von 1 vierlätzigen roten Turnierkragen, dieser begleitet von je 1 goldenen Lilie zwischen den Lätzen (citato in (21)) |
|        | Bartolieri (la blasonatura non è stata ancora caricata) (citato in UNFE) Immagine nella Biblioteca Estense Universitaria (id. 4474). |
|        | Bartolini (Roma) inquartato: nel 1º e 4º di azzurro, alla fenice d'oro sulla sua immortalità; nel 2º e 3º d'oro all'aquila coronata di nero (citato in GUCA – pag. 255 e in DAlena) |
|        | Bartolini (Trevi) inquartato: nel 1º e nel 4º d'oro all'aquila di nero; nel 2º e nel 3º d'azzurro alla fenice d'oro (citato in (4) – Vol. I pag. 525) aquila di nero su oro - fenice di oro sulla sua immortalità di rosso su azzurro (citato in LEOM) |
|        | Bartolini (Trevi) (la blasonatura non è stata ancora caricata) Notizie storiche nel sito della Associazione Pro Trevi. |
|        | Bartolini di rosso al leone troncato d'argento e di nero (citato in (4) – Vol. I pag. 525) |
|        | Bartolini (Firenze) Di rosso, al leone d'oro tenente un ramo di rosaio al naturale, fiorito di un pezzo d'argento (citato in (15)) |
|        | Bartolini (Firenze) Di rosso, al leone d'argento, tenente un crescente rivolto dello stesso (citato in (15)) |
|        | Bartolini (Firenze) D'azzurro, allo scaglione sormontato da due gigli, e accompagnato in capo da una stella a otto punte, e in punta da un elefante fermo; il tutto d'oro (citato in (15)) (DE) In Blau 1 goldener Sparren, begleitet oben von 1 achtstrahligen goldenen Stern und 2 goldenen Lilien 1:2 gestellt, unten von 1 hersehenden goldenen Elefanten (citato in (21)) |
|        | Bartolini (Sansepolcro, Firenze) D'azzurro, alla fede di carnagione vestita di rosso, accompagnata in capo da una rosa dello stesso e in punta da un monte di sei cime d'oro (citato in (15)) |
|        | Bartolini (Montefalco) (la blasonatura non è stata ancora caricata) (citato in Degli Abbati) |
|        | Bartolini (Toscana) (DE) In Blau 1 silberbordierter blauer Schrägbalken, der Figur nach besät mit goldenen Lilien (citato in (21)) |
|        | Bartolini (Toscana) (DE) In Blau 1 schräggelegte abgerissene silberne Löwenpranke (citato in (21)) |
|        | Bartolini (Cesena) (la blasonatura non è stata ancora caricata) (citato in BLCW) Immagine in Blasone Cesenate. |
|        | Bartolini (Perugia) (la blasonatura non è stata ancora caricata) (citato in UNFE) Immagine nella Biblioteca Estense Universitaria (id. 7243). |
|        | Bartolini Baldelli (Firenze) d'oro, al monte di sei cime di verde, sostenente un capro d'argento saliente su di esso (citato in (4) - Vol. I pag. 525 e in (6) – pag. 106) capro (becco) di nero rampante su monte a 6 cime di verde uscente dalla punta su oro (citato in LEOM) D'oro al monte di 6 cime di verde, sormontato da un montone saliente d'argento (citato in DAlena) |
|        | Bartolini Baldelli (Cortona, Firenze) D'oro, al montone di nero, ascendente un monte di sei cime di verde (citato in (15)) (DE) In Gold 1 schwarze Ziege, 1 schwebenden grünen Sechsberg besteigend (citato in (21)) alias D'oro, al montone di nero, ascendente un monte di sei cime di verde, con il capo di Santo Stefano (citato in (15)) |
|        | Bartolini Bardelli (Toscana) (DE) Quadriert: In Feld 1 und 4 in Rot 3 2:1 gestellte goldene Rauten, in Feld 2 und 3 in Rot 1 silber-schwarz schräggeteilter Löwe (citato in (21)) |
|        | Bartolini del Nicchio (Firenze) Troncato semipartito: nel 1º d'azzurro, al filetto in fascia d'oro sormontato da un giglio dello stesso; nel 2º d'azzurro, alla croce latina sostenuta da un monte di tre cime e sormontata da tre stelle a otto punte, 1.2, il tutto d'oro; nel 3º troncato di nero e d'oro, al leone dell'uno all'altro, lampassato di rosso (citato in (15)) (DE) Unter 1 blau unterstützten blauen Schildhaupt, darin 1 goldene Lilie, gespalten: Vorne in Blau 1 goldener Vierberg, besetzt mit 1 goldenen Hochkreuz und oben begleitet von 3 achtstrahligen goldenen Sternen 1:2 gestellt, hinten in schwarz-gold geteiltem Feld 1 Löwe in verwechselten Tinkturen (citato in (21)) |
|        | Bartolini delle Ruote (Firenze) Di rosso, al leone troncato cuneato d'argento e di nero, tenente un giglio da giardino al naturale (citato in (15)) |
|        | Bartolini Salimbeni e Bartolini Salimbeni Vivai (Firenze) inquartato: nel 1º e 4º di rosso al leone troncato d'argento e di nero (Bartolini); nel 2º e 3º di rosso a tre losanghe d'oro (Salimbeni) (citato in (4) – Vol. I pag. 525) leone rampante troncato di argento e di nero su rosso - 3 losanghe di oro su rosso poste 2,1 (citato in LEOM) Motto: Per non dormire |
|        | Bartolini Salimbeni o Bartolini Salinbeni (Firenze) Di rosso, al leone troncato cuneato d'argento e di nero (citato in (15)) (DE) In Rot 1 silber-schwarz im Zahnschnitt geteilter Löwe (citato in (21)) alias Inquartato: nel 1º e 4º di rosso, al leone troncato cuneato d'argento e di nero; nel 2º e 3º di rosso, a tre losanghe d'oro, 2.1 (citato in (15)) (DE) Quadriert: In Feld 1 und 4 in Rot 1 silber-schwarz im Zahnschnitt geteilter Löwe, in Feld 2 und 3 in Rot 3 2:1 gestellte goldene Rauten (citato in (21)) |
|        | Bartolini Salimbeni (Toscana) (DE) 1 Lilie (citato in (21)) |
|        | Bartolini Scodellari (Firenze) D'azzurro, alla branca di leone posta in banda d'argento (citato in (15)) |
|        | Bartolo (Messina) (la blasonatura non è stata ancora caricata) (citato in DAlena) |
|        | Bartolo (Cosenza) D'azzurro alla fascia d'argento accompagnata in capo da 2 stelle d'oro ed in punta da una corona d'alloro dello stesso (citato in DAlena e in BLCL) |
|        | Bartolomasi d'azzurro, al ramoscello d'olivo di verde, nodrito nella vetta di un monte di tre colli all'italiana pure di verde, il tutto cucito (citato in (4) – Vol. I pag. 526) alberello di olivo di verde nodrito su - monte a 3 cime uscente dalla punta dello stesso su azzurro (citato in LEOM) |
|        | Bartolomasi (la blasonatura non è stata ancora caricata) (citato in UNFE) Immagine nella Biblioteca Estense Universitaria (id. 3693), su bibliotecaestense.beniculturali.it. URL consultato il 10 dicembre 2020 (archiviato dall'url originale il 4 marzo 2016). |
|        | Bartolomei (Pistoia) D'argento, all'albero di verde nodrito sul monte di sei cime d'oro, e accompagnato da quattro rami di rosaio di verde fioriti di rosso, nodriti sulle cime laterali del monte (citato in (15)) |
|        | Bartolomei (Roma) Spaccato nel 1º di rosso a tre gigli d'oro 2 e 1, nel 2º scaccato di oro e di rosso (citato in Pietramellara, vol. I, pag. 65, immagine in Rust, Bartolomei (PDF). URL consultato il 27 dicembre 2013 (archiviato dall'url originale il 28 dicembre 2013).) |
|        | Bartolomei (Firenze) 3 gigli di oro posti 2,1 su rosso - scaccato di oro e di rosso (citato in LEOM) |
|        | Bartolomei (la blasonatura non è stata ancora caricata) (citato in UNFE) Immagine nella Biblioteca Estense Universitaria (id. 3180). |
|        | Bartolomei Sandonnini (Lucca) Partito: nel 1º d'oro, a tre scuri d'arme d'azzurro, le prime due decussate e sormontanti la terza posta in palo; nel 2º troncato: a/ d'oro, all'aquila dal volo levato di nero, coronata d'argento, b/ scaccato di nero e d'argento (citato in (15)) |
|        | Bartolomeis o Bartolommei (Sospello, Briga) Titolo: baroni di Sant'Agnese; consignori di Castelnuovo Cinque punti d'oro, alternati con quattro di rosso Motto: Spero (citato in (17)) |
|        | Bartolomeo o Di Bartolomeo (Palermo) Titolo: nobile, signore di Trabia d'oro, al castello merlato di tre pezzi di nero, accostato da due rose di rosso (citato in (18) e in Mango) d'oro con un castello di nero accostato da due rose di rosso. Corona di barone (citato in (29)) Notizie storiche in Famiglie nobili di Sicilia. |
|        | Bartolommei (Livorno) partito: nel 1º di rosso al giglio fiorentino d'oro; nel 2º scaccato d'oro e di rosso (citato in (4) – Vol. I pag. 526) Partito: nel 1º di rosso, al giglio bottonato d'oro; nel 2º scaccato di rosso e d'oro (citato in (15)) giglio fiorentino di oro su rosso - scaccato di oro e di rosso (citato in LEOM) |
|        | Bartolommei (Firenze) Partito: nel 1º di rosso (o d'azzurro), a tre gigli d'oro, 2.1; nel 2º scaccato d'oro e di rosso (partito di 2 e troncato di 7) (citato in (15)) (Immagine nella Raccolta stemmi Trippini (JPG).) alias Partito: nel 1º di rosso, a sei gigli d'oro, 1.2.2.1; nel 2º scaccato d'oro e di rosso (citato in (15)) |
|        | Bartolommei (Firenze) D'argento, alla banda d'oro bordata di rosso, caricata di tre crescenti del campo volti in banda (citato in (15)) |
|        | Bartolommei o Bartolomei o Bartolomeis (Susa) Titolo: signori di Airasca, Bussoleno, Osasio, Sant'Ambrogio, San Giorio, Susa, Traduerivi. Scaccato, d'oro e di rosso (citato in (17) e (24)) |
|        | Bartolommei (Lucca) 3 azze (scure con manico corto) di azzurro 2 poste in croce di Sant'Andrea in alto e una in palo in basso su oro (citato in LEOM) |
|        | Bartoloni (Jesi, Montecarotto, Senigallia) partito: nel 1º di rosso al leone di argento coronato d'oro tenente nella destra una ascia di argento e uscente da un castello dello stesso; nel 2º di rosso al leone d'argento, coronato d'oro (citato in (4) – Vol. I pag. 526) leone rampante nascente di argento coronato di oro impugnante una ascia di argento con la destra uscente da - torre (2palchi) dello stesso su rosso - leone rampante di argento coronato di oro su rosso (citato in LEOM) Cimiero: aquila nera, coronata d'oro |
|        | Bartolotti (Pisa) Di nero, a tre fasce d'argento alias Fasciato di otto pezzi di nero e d'argento (citato in (15)) |
|        | Bartolotti (Bologna) D'azzurro, al toro furioso d'oro accompagnato da cinque gigli dello stesso, due ai fianchi, due ai cantoni della punta ed uno in punta; con il capo cucito d'Angiò (citato in BLBO) |
|        | Bartolozzi (Firenze) D'argento, al capo d'azzurro, caricato di tre rose d'oro, 1.2 (citato in (15)) |
|        | Bartolozzi (Pescia) Troncato: nel 1º d'azzurro, alla stella a sei punte d'oro; nel 2º di nero, al ramo di rosaio di..., nodrito su un monte di tre cime di... (citato in (15)) |
|        | Bartolozzi (Prato) D'azzurro, al cane rampante d'argento collarinato di rosso, sostenuto da un monte di sei cime d'oro alias D'azzurro, al cane rampante d'argento collarinato di rosso, sostenuto da un monte di sei cime d'oro, accompagnato dalle lettere B // ZI di..., poste ai lati del cane (citato in (15)) |
|        | Bartolozzi o Bartolozzi del Lion nero (Toscana) (DE) In Silber 1 erniedrigter und nach oben gebogener blauer Balken, begleitet oben von 5 2:1:2 gestellten, unten von 3 2:1 gestellten achtstrahligen goldenen Sternen (citato in (21)) |
|        | Bartolozzi del Drago (Firenze) D'azzurro, al cane rampante d'oro, collarinato di..., sostenuto da un monte di sei cime di rosso, e accompagnato in punta da un drago aggruppato di verde (citato in (15)) |
|        | Bartolozzi del Nicchio (Firenze) D'azzurro, all'albero di pino al naturale, nodrito sul terreno dello stesso, con il tronco accostato da due stelle a otto punte d'oro e attraversato da un montone coricato al naturale (citato in (15)) (DE) In Blau 1 1 grünen Schildfuß besetzende naturfarbene Pinie mit roten Früchten, überdeckt von 1 liegenden silbernen Ziege und beidseitig begleitet von 2 achtstrahligen goldenen Sternen (citato in (21)) alias D'azzurro, all'albero di pino sradicato al naturale; con il tronco accostato da due stelle a otto punte d'oro e attraversato da un montone coricato al naturale (citato in (15)) |
|        | Bartolozzi delle Stelle (Firenze) D'argento, alla fascia diminuita d'azzurro, accompagnata da otto stelle a otto punte d'oro, cinque in capo, 2.1.2, e tre in punta, 2.1 (citato in (15)) |
|        | Bartolucci (Livorno) d'azzurro al cane bracco rampante di argento tenente colle zampe anteriori un ramo di rose fiorito di tre pezzi al naturale, fogliato di verde, il tutto su tre monti d'oro in fascia moventi dalla punta; il cane poggiato sui due monti di sinistra, il ramo sul monte di destra (citato in (4) – Vol. I pag. 527) cane bracco rampante di argento afferrante con le zampe anteriori una pianta fiorita di 3 rose al naturale fogliate e stelate di verde il tutto su - 3 monti di oro ristretti su azzurro (citato in LEOM) |
|        | Bartolucci (Firenze) trinciato di argento e di nero (citato in (4) – Vol. I pag. 527) Trinciato d'argento e di nero (citato in (15)) trinciato di argento e di nero (citato in LEOM) |
|        | Bartolucci o Bartolucci Iacobus (Firenze) Trinciato cuneato d'argento e di nero (citato in (15)) (DE) In Silber 1 schwarze gezähnte rechte Schrägflanke (citato in (21)) |
|        | Bartolucci (Toscana) (DE) Unter 1 blauen Schildhaupt, darin 1 goldene Lilie, gold-blau gespalten (citato in (21)) |
|        | Bartolucci (Livorno) D'azzurro, al cane rampante d'argento, sostenuto da un monte di tre cime d'oro e addestrato da una pianta di verde fiorita di tre pezzi di rosso, nodrita sul monte stesso alias D'azzurro, alla pianta di verde, fiorita di tre pezzi di rosso, nodrita su un monte di tre cime d'oro, e sinistrata da un cane d'argento rampante al monte stesso (citato in (15)) |
|        | Bartolucci (Siena) D'azzurro, a tre pesci affrontati in pergola d'argento (citato in (15)) |
|        | Bartolucci Godolini (Roma, S. Elpidio a Mare) inquartato: nel 1º e 4º spaccato di argento e di rosso al leone rampante dell'uno nell'altro; nel 2º e 3º d'azzurro, sinistrato da un palo scaccato d'oro e d'argento e al grifone rampante al naturale; al centro dello scudo un quadrato di 4 scacchi d'argento e d'oro (citato in (4) – Vol. I) scudetto inquartato di argento e di oro su - leone rampante troncato di rosso e di argento su troncato di argento e di rosso - grifo rampante al naturale su azzurro affiancato da - palo scaccato di oro e di argento (citato in LEOM) |
|        | Bartorelli o Di Bartolello (Toscana) (DE) In Blau 2 gekreuzte silberne Hellebarden, bewinkelt oben von 1 goldenen schwebenden Sechsberg, unten von 1 achtstrahligen goldenen Stern und in der Schildhauptstelle begleitet von 1 achtstrahligen goldenen Stern (citato in (21)) |

### Baru
| Stemma | Casato e blasonatura |
| ------ | --- |
|        | Barucchelli (Trento) 6 lune montanti di argento poste a piramide su azzurro - aquila di nero coronata di oro su oro (citato in LEOM)                                  |
|        | Barucci (Firenze) Di rosso, a due gigli fustati decussati d'argento (citato in (15)) (DE) In Rot 2 gekreuzte silberne Lilienstäbe (citato in (21))                    |
|        | Barucci (Toscana) Di rosso, alla banda d'argento (DE) In Rot 1 silberner Schrägbalken (citato in (21))                                                                |
|        | Barugi (Foligno) (blasonatura non presente) (citato in (4) – Vol. I pag. 528)                                                                                         |
|        | Barutelli (Grugliasco) Di rosso, al buratto al naturale, tenuto alle estremità da due destrocheri vestiti d'argento, noventi dai fianchi dello scudo (citato in (17)) |

### Barz
| Stemma | Casato e blasonatura |
| ------ | --- |
|        | Barzacchi (Livorno) D'argento, alla fascia di verde sostenente un'aquila al naturale coronata di rosso, e accompagnata inferiormente da tre pali di rosso alternati a due stelle a otto punte dello stesso e caricati ciascuno di una stella del campo (citato in (15)) |
|        | Barzellini o Bargellini o Barcellini (Sicilia) Titolo: barone di S. Benedetto partito d'oro e di rosso al leone dell'uno nell'altro, col capo dello scudo d'azzurro, caricato da tre gigli d'oro, divisi dal lambello a quattro pendenti, di rosso (citato in Mango) alias partito d'oro e di rosso con un leone dell'uno e dell'altro, al capo cucito d'azzurro caricato da tre gigli d'oro. Corona di barone (citato in (29)) Cimiero: un leone d'oro Notizie storiche in Famiglie nobili di Sicilia. |
|        | Barzellini (Cesena) (la blasonatura non è stata ancora caricata) (citato in BLCW) Immagine in Blasone Cesenate. |
|        | Barzellotti (Firenze, Roma, Piancastagnaio) di rosso alla torre d'argento merlata di tre pezzi, murata di nero, aperta e finestrata del capo, al capo dell'impero (citato in (4) – Vol. I pag. 528) torre di argento merlata alla guelfa di 3 pezzi su rosso - capo d'Impero (citato in LEOM) |
|        | Barzellotti (Siena) Di rosso, alla torre d'argento, e al capo d'oro caricato dell'aquila dal volo spiegato di nero (citato in (15)) |
|        | Barzi (Pescia) Di..., al monte di sei cime di..., sormontato da una palla di... (citato in (15)) |
|        | Barzi (Milano) Titolo: signori di Robecco sul Naviglio Partito; nel 1° d'oro, all'aquila di nero, coronata del campo; nel 2° di rosso alla ruota di quattro raggi d'argento, sormontata da una crocetta dello stesso |
|        | Barzi (Montefalco) (inquartato: nel 1º e 4º d'argento (?) al pesce al naturale posto in banda; nel 2º scaccato di 12 pezzi d'argento e di rosso; nel 3º scaccato di 12 pezzi di rosso e d'argento) (citato in Degli Abbati) |
|        | Barzigni (Vegia, Venezia) (la blasonatura non è stata ancora caricata) (citato in UNFE) Immagine nella Biblioteca Estense Universitaria (id. 7161). |
|        | Barziza (Tortonese?) Titolo: consignori di Monleale D'oro, alla capra di nero, rampante contro un ramo di verde, con il capo d'oro, cucito, carico di un'aquila di nero (citato in (17)) |
|        | Barziza (Francia) Inquartato, al 1° e 4° d'oro, al selvatico di carnagione, cinto e coronato di fronde verdi, sostenuto dalla pianura di verde, suonante una tromba di nero; al 2° e 3° d'argento, all'albero nutrito nella pianura erbosa, sostenuto da due capre controrampanti e mordenti il fogliame dell'albero, il tutto al naturale, con il capo, sul tutto, d'oro carico di una testa d'aquila, coronata, di nero, rivoltata alias Inquartato, al 1° e 4° d'argento, all'albero nutrito nella pianura erbosa, sostenuto da due capre controrampanti e mordenti il fogliame dell'albero, il tutto al naturale, al 2° e 3° d'oro, al selvatico di carnagione, cinto di fronde verdi, sostenuto dalla pianura di verde, suonante con la mano destra una tromba di rosso, e tenente con la mano sinistra un caduceo, sempre di rosso alias Inquartato, al 1° e 4° d'argento, all'albero nutrito nella pianura erbosa, sostenuto da due capre controrampanti e mordenti il fogliame dell'albero, il tutto al naturale, al 2° e 3° d'azzurro, all'angelo d'argento, suonante la tromba e reggente il caduceo con la mano sinistra (citato in (17)) |
|        | Barzoevich (Dalmazia, Croazia, Bosnia) (la blasonatura non è stata ancora caricata) (citato in UNFE) Immagine nella Biblioteca Estense Universitaria (id. 2412). |
|        | Barzolani (Ancona, Venezia) (la blasonatura non è stata ancora caricata) (citato in UNFE) Immagine nella Biblioteca Estense Universitaria (id. 7128). |
|        | Barzoni (Volterra) D'azzurro, al leone d'oro tenente in palo un'alabarda al naturale, e con il capo cucito d'Angiò alias Di verde, al leone d'oro tenente in palo un'alabarda al naturale, sormontato da tre gigli d'oro ordinati tra i quattro pendenti di un lambello di rosso (citato in (15)) |
|        | Barzoni (Lonato) a dieci pezze di colore alternato (citato in Piovanelli) |

### Basa
| Stemma | Casato e blasonatura |
| ------ | --- |
|        | Basadello (Veneto) (d'argento, alla sbarra di rosso accompagnata da due lettere B maiuscole d'azzurro, una in capo e una in punta) (citato in (30)) (immagine dello Stemmario reale di Baviera.) alias (d'azzurro, alla banda di rosso accompagnata in capo da una lettera B maiuscola di nero) (citato in (30)) (immagine dello Stemmario reale di Baviera.) |
|        | Basadolli (Padova) (la blasonatura non è stata ancora caricata) (citato in UNFE) Immagine nella Biblioteca Estense Universitaria (id. 4918). |
|        | Basadonna (Burano, Venezia) (la blasonatura non è stata ancora caricata) (citato in UNFE) Immagine nella Biblioteca Estense Universitaria (id. 7211), su bibliotecaestense.beniculturali.it. URL consultato il 10 dicembre 2020 (archiviato dall'url originale il 4 marzo 2016).                                                                              |
|        | Basadonna (Venezia) (la blasonatura non è stata ancora caricata) (citato in UNFE) Immagine nella Biblioteca Estense Universitaria (id. 3608), su bibliotecaestense.beniculturali.it. URL consultato il 10 dicembre 2020 (archiviato dall'url originale il 4 marzo 2016).                                                                                      |
|        | Basadonne o D'Amare (Burano, Venezia) (la blasonatura non è stata ancora caricata) (citato in UNFE) Immagine nella Biblioteca Estense Universitaria (id. 5717). |
|        | Basagnani (Modena, Ferrara) (la blasonatura non è stata ancora caricata) (citato in UNFE) Immagine nella Biblioteca Estense Universitaria (id. 639). |
|        | Basagnani (Modena) (la blasonatura non è stata ancora caricata) (citato in UNFE) Immagine nella Biblioteca Estense Universitaria (id. 1487). |

### Basc
| Stemma | Casato e blasonatura |
| ------ | --- |
|        | Baschenis (Modena, Ferrara) (la blasonatura non è stata ancora caricata) (citato in UNFE) Immagine nella Biblioteca Estense Universitaria (id. 614).   |
|        | Baschenis (la blasonatura non è stata ancora caricata) (citato in UNFE) Immagine nella Biblioteca Estense Universitaria (id. 3671).                    |
|        | Baschenis (Modena) (la blasonatura non è stata ancora caricata) (citato in UNFE) Immagine nella Biblioteca Estense Universitaria (id. 1554).           |
|        | Baschi troncato d'oro e d'argento da una fascia di nero sostenente un'aquila dello stesso (citato in (4) – Vol. III pag. 263)                          |
|        | Baschieri (Modena, Ferrara) (la blasonatura non è stata ancora caricata) (citato in UNFE) Immagine nella Biblioteca Estense Universitaria (id. 617).   |
|        | Baschieri (la blasonatura non è stata ancora caricata) (citato in UNFE) Immagine nella Biblioteca Estense Universitaria (id. 3694).                    |
|        | Baschieri (Modena) (la blasonatura non è stata ancora caricata) (citato in UNFE) Immagine nella Biblioteca Estense Universitaria (id. 1553).           |
|        | Baschieri Salvadori (Firenze) Troncato: nel 1?? di..., all'uccello posato rivolto di...; nel 2?? di..., alla stella a sei punte di... (citato in (15)) |

### Base
| Stemma | Casato e blasonatura |
| ------ | --- |
|        | Basegi (Torcello, Malamocco, Venezia) (la blasonatura non è stata ancora caricata) (citato in UNFE) Immagine nella Biblioteca Estense Universitaria (id. 7202), su bibliotecaestense.beniculturali.it. URL consultato il 10 dicembre 2020 (archiviato dall'url originale il 4 marzo 2016).                    |
|        | Basegii (Torcello, Malamocco, Venezia) (la blasonatura non è stata ancora caricata) (citato in UNFE) Immagine nella Biblioteca Estense Universitaria (id. 5718), su bibliotecaestense.beniculturali.it. URL consultato il 10 dicembre 2020 (archiviato dall'url originale il 4 marzo 2016).                   |
|        | Basegii (Torcello, Malamocco, Venezia) (la blasonatura non è stata ancora caricata) (citato in UNFE) Immagine nella Biblioteca Estense Universitaria (id. 5719), su bibliotecaestense.beniculturali.it. URL consultato il 10 dicembre 2020 (archiviato dall'url originale il 4 marzo 2016).                   |
|        | Basegio (Veneto) (d'azzurro, a tre costole d'argento poste in fascia e ordinate l'una sull'altra, sormontate da una corona dello stesso) (citato in (30)) (immagine dello Stemmario reale di Baviera.) |
|        | Basegio (Veneto) (d'argento, alla banda di rosso) (citato in (30)) (immagine dello Stemmario reale di Baviera.) |
|        | Baseggio (Bergamo) Titolo: Nobile d'azzurro a 3 ossa da morto una sopra l'altra poste in fascia e sormontate da una corona, il tutto d'oro (citato in (4) – Vol. I pag. 528) 3 costole umane poste in fascia un sull'altro di oro sormontate da - corona marchionale dello stesso su azzurro (citato in LEOM) |
|        | Baseggio (Capodistria) Giglio (citato in DAlena) |
|        | Baselli (Gradisca) (la blasonatura non è stata ancora caricata) (citato in DAlena) |
|        | Baselli (Modena) (la blasonatura non è stata ancora caricata) (citato in UNFE) Immagine nella Biblioteca Estense Universitaria (id. 1605). |

### Basi
| Stemma | Casato e blasonatura |
| ------ | --- |
|        | Basignani (Roma) Titolo: conti Partito, al 1° d'oro, all'armatura e sciarpa da corazziere, sormontata dall'elmo crinito con pennacchio, al 2° d'oro, al leone di rosso, impugnante con le branche anteriori un giglio, d'azzurro Motto: Oso e persevero (citato in (17)) |
|        | Basile o Basilio (Santa Lucia del Mela, Sant'Angelo di Brolo) d'azzurro, al braccio destro armato d'argento, impugnante in sbarra una lancia, combattente il dragone posto al terzo cantone, accompagnati, al 1º cantone, da una cometa e al quarto dalla croce di Malta, il tutto dello stesso (citato in (4) – Vol. I pag. 528 e in Mango) braccio destro armato di argento uscente da destra impugnante con la mano di carnagione una lancia di argento posta in sbarra punta al basso con cui atterra un - drago al naturale su azzurro - cometa di argento posta in banda in alto a sinistra su azzurro - crocetta di Malta di argento in basso a destra su azzurro (citato in LEOM) |
|        | Basile (Abruzzo) Semipartito troncato: nel 1° di rosso al leone coronato d'oro, mirante tre stelle d'argento male ordinate, poste nel cantone superiore destro; nel 2° d'azzurro al drago d'argento con la testa rivolta; nel 3° d'oro col vaso d'erba ricolmo di erba di basilico Motto: Ante omnia honor (citato in DAlena) |
|        | Basile (Santa Lucia del Mela, Sant'Angelo di Brolo) leone rampante coronato di oro su rosso - 3 stelle (5 raggi) di oro in alto a sinistra su rosso poste 1,2 - drago passante testa rivolta di argento su azzurro - basilico di verde in vaso di argento su oro (citato in LEOM) |
|        | Basile (Napoli, Palermo) Titolo: nobili d'azzurro al basilisco d'argento, movente con la zampa sinistra da un monte di tre cime d'oro e sormontato da tre stelle dello stesso ordinate in fascia (citato in (17)) basilisco di argento crestato a forma di corona su monte a 3 cime di oro uscente dalla punta su azzurro - 3 stelle (8 raggi) di oro poste in fascia in alto su azzurro (citato in LEOM) Motto: Spiritus intus alit |
|        | Basile (Monferrato) Titolo: consignori di Cuccaro D'azzurro, al leone d'oro, lampassato di rosso, tenente con le branche anteriori un'accetta, manicata d'argento (citato in (18)) |
|        | Basile (Molfetta) d'azzurro, al gallo d'oro barbato e crestato di rosso, ardito sulla pianura erbosa al naturale, mostruoso con la coda attorcigliata di serpe, tenente con la zampa destra un vaso d'oro, ansato e con mazzo di fiori al naturale nutrito nel vaso, alla banda di rosso attraversante sul tutto Motto: Spiritus intus alit (citato in molfetta.net:: del Blasone:: introduzione all'Araldica. URL consultato il 27 dicembre 2013 (archiviato dall'url originale l'8 dicembre 2012).) |
|        | Basile (Napoletano) Titolo: conte di Torone; nobile d'azzurro al gallo alato, recante ali di drago d'oro spiegate con la coda attorcigliata dello stesso, su una terrazza di verde Motto: Spiritus intus alit (citato in (22)) Notizie storiche in Nobili napoletani. |
|        | Basile (Napoletano) (la blasonatura non è stata ancora caricata) (citato in (22)) |
|        | Basile (Sicilia) d'argento con tre fasce azzurre (citato in (29)) Notizie storiche in Famiglie nobili di Sicilia. |
|        | Basili o Basilio (Santa Lucia del Mela) D'azzurro, al destrocherio armato al naturale impugnante una lancia d'argento e combattente il dragone, posto al terzo cantone, accompagnato al primo cantone da una cometa e al quarto da una croce di Malta, il tutto dello stesso (citato in DAlena) |
|        | Basili Bartolini (Firenze) Partito: nel 1º troncato: a/ di rosso, al leone troncato cuneato d'argento e di nero, b/ di rosso, a tre losanghe d'oro, 2.1; nel 2º d'azzurro, all'albero di cipresso al naturale, nodrito sul terreno dello stesso alias Partito: nel 1º di rosso, al leone troncato cuneato d'argento e di nero; nel 2º d'argento, all'albero di cipresso al naturale, nodrito sul terreno dello stesso (citato in (15)) |
|        | Basili Bartolini (Toscana) (DE) Gespalten: Vorne in rot-rot geteiltem Feld oben 1 silber-schwarz im Zahnschnitt geteilter Löwe, unten 3 2:1 gestellte goldene Rauten, hinten in Silber 1 naturfarbene Zypresse, 1 grünen Schildfuß besetzend (citato in (21)) |
|        | Basilicapetri o Capitanei (la blasonatura non è stata ancora caricata) (citato in DAlena) |
|        | Basilicò (Sicilia) d'azzurro, al vaso d'oro, piantato di basilico al naturale (citato in Mango) d'azzurro con una testa (vaso) d'oro portante una pianta di basilicò (citato in (29)) Notizie storiche in Famiglie nobili di Sicilia. |
|        | Basilio (Cattaro) troncato, d'azzurro al capro d'argento, coronato d'oro e d'argento a due sbarre di rosso, colla fascia di rosso attraversante sulla partizione (citato in GUCA – pag. 113 e in DAlena) |

### Basl
| Stemma | Casato e blasonatura |
| ------ | --- |
|        | Baslegio (la blasonatura non è stata ancora caricata) (citato in UNFE) Immagine nella Biblioteca Estense Universitaria (id. 4528), su bibliotecaestense.beniculturali.it. URL consultato il 10 dicembre 2020 (archiviato dall'url originale il 4 marzo 2016). |

### Baso
| Stemma | Casato e blasonatura |
| ------ | --- |
|        | Basoli Palato di verde e d'oro, alla banda scaglionata di rosso e d'argento, con il capo d'oro, carico di un'aquila coronata, di nero Motto: Basis ad sublimia virtus (citato in (17)) |

### Bass
| Stemma | Casato e blasonatura |
| ------ | --- |
|        | Bassa (Verona) (la blasonatura non è stata ancora caricata) (citato in DAlena) |
|        | Bassadelli (Torcello, Venezia) (la blasonatura non è stata ancora caricata) (citato in UNFE) Immagine nella Biblioteca Estense Universitaria (id. 5716). |
|        | Bassani (Modena, Ferrara) (la blasonatura non è stata ancora caricata) (citato in UNFE) Immagine nella Biblioteca Estense Universitaria (id. 688). |
|        | Bassani (la blasonatura non è stata ancora caricata) (citato in UNFE) Immagine nella Biblioteca Estense Universitaria (id. 3741). |
|        | Bassani (Modena) (la blasonatura non è stata ancora caricata) (citato in UNFE) Immagine nella Biblioteca Estense Universitaria (id. 1592). |
|        | Bassani Raimondi (Bergamo) 3 piante di giglio fiorite di argento uscenti dalla punta a ventaglio su partito di argento e di rosso - aquila bicipite di nero coronata di oro su partito di argento e di rosso in capo (citato in LEOM) |
|        | Bassano (Napoli, Vasto) Titolo: marchese di Tufillo di azzurro alla testa di carnagione cinta da turbante cimato da un crescente d'argento (citato in (4) – Vol. I pag. 529) d'azzurro alla testa di carnagione con turbante d'argento cimato da un crescente dello stesso (citato in DAlena e in (18)) testa di carnagione di profilo cinta da un turbante di argento cimato da - una luna montante dello stesso su azzurro (citato in LEOM)                                          |
|        | Bassavilla (Rutigliano) D'azzurro a due ippogrifi con le ali spiegate d'oro confrontati e controrampanti una colonna d'argento, sormontata da un globo sostenente una croce potenziata d'oro, il tutto poggiato su una terrazza di verde (citato in DAlena) |
|        | Bassegli (Ragusa/Dubrovnik) di nero, al drago alato d'oro, posto in palo (citato in (8)) (FR) De sable, au dragon ailé d'or, posé en pal. Casque couronné. (citato in (9)) |
|        | Bassegli-Gozze (Ragusa/Dubrovnik) partito: nel 1º di nero, al drago alato d'oro, con due zampe, posto in palo (Bassegli); nel 2º bandato d'oro e d'azzurro, al capo d'azzurro (Gozze) (citato in (8)) |
|        | Bassetti (Firenze) Di..., all'albero sradicato e con i rami decussati di..., attraversato al tronco dalla banda diminuita di... e sinistrato da un uccello di... posato sulla banda (citato in (15)) |
|        | Bassetti (Piemonte) Leone leopardito (citato in DAlena) |
|        | Bassi (Milano) interzato in fascia: a) d'oro all'aquila di nero, coronata del campo; b) di argento alla croce di rosso; c) inquartato in decusse di rosso e d'oro (citato in (4) – Vol. I pag. 529) croce di rosso su argento - inquartato in croce di Sant'Andrea di rosso e di oro - capo d'Impero (citato in LEOM) |
|        | Bassi (Firenze) D'azzurro, al destrocherio di carnagione armato al naturale, impugnante un ramo di vite (o una pianta sradicata) al naturale, fogliato dello stesso e fruttifero di tre pezzi di rosso; il tutto accompagnato da tre stelle a otto punte d'oro, ordinate in capo (citato in (15)) |
|        | Bassi (Toscana) (DE) Unter 1 blauen Schildhaupt, darin 1 gestürzte silberne Taube, in 5mal rot-blau geteiltem Schild 1 silberne Lilie in der Schildfußstelle (citato in (21)) |
|        | Bassi (Abruzzo) Troncato: nel 1° d'argento alla croce di rosso; nel 2° inquartato in croce di S.Andrea di rosso e d'oro; col capo d'oro all'aquila di nero, coronata del campo (citato in DAlena) croce di rosso su argento - inquartato in croce di Sant'Andrea di rosso e di oro - capo d'Impero (citato in LEOM) |
|        | Bassi o Basso (Ceva, Mondovì) Titolo: consignori di S. Michele di Ceva Di rosso, alla croce composta d'oro e di nero (citato in (17)) |
|        | Bassi (Castelnuovo Scrivia) D'oro, alla stella d'argento (8), cucita alias Di rosso, alla stella d'argento, con il capo d'oro carico di un'aquila coronata, di nero alias Di rosso, alla croce d'argento, sul tutto uno scudetto d'oro, alla lettera B gotica, di nero, con il capo d'oro, carico di un'aquila, di nero (citato in (17)) |
|        | Bassi o Basso o Basso Sesterio (Susa) Semitroncato, partito, al 1° d'oro, all'aquila coronata, di nero, al 2° d'azzurro, alla stella d'argento, al 3° di rosso, a due scaglioni d'oro (citato in (17)) |
|        | Bassi (Feletto) D'azzurro, all'agnello d'argento (al naturale?), il capo rivolto, passante su una pianura di verde, accompagnato in capo da tre stelle (6) d'oro, male ordinate (citato in (17)) |
|        | Bassi (Cesena) (la blasonatura non è stata ancora caricata) (citato in BLCW) Immagine in Blasone Cesenate. |
|        | Bassignana (Bassignana, Genova) Titolo: consignori di Bassignana, Stoerda D'oro, al leone di rosso, sostenente con la zampa anteriore destra un giglio d'azzurro (citato in (17)) |
|        | Bassignani (la blasonatura non è stata ancora caricata) (citato in UNFE) Immagine nella Biblioteca Estense Universitaria (id. 3675). |
|        | Basso (Molise, Monte Sant'Angelo) D'azzurro al leone rampante al naturale, colla zampa con la zampa sinistra spezzante una colonna al naturale e impugnante con la destra un giglio dello stesso (citato in DAlena) di azzurro al leone rampante al naturale, il quale con la zampa sinistra spezza una colonna al naturale e con la destra impugna un giglio dell'identico colore (citato in (22)) Notizie storiche in Nobili napoletani.                                             |
|        | Basso o Bassi (Cortemilia) Titolo: signori di Torre d'Ussone D'azzurro, alla fiamma di rosso, movente dalla punta, sormontata da un tronco di verde, in fascia (ovvero da una fascia di verde), sormontato a sua volta da una stella d'argento (citato in (17)) |
|        | Basso (Napoletano) (la blasonatura non è stata ancora caricata) (citato in (22)) |
|        | Basso o Bassi (Ceva, Mondovì) Titolo: signore di San Michele di Ceva di rosso, alla croce composta d'oro e di nero (citato in (25)) |
|        | Bassoli (Modena) d'azzurro, al liocorno d'oro, rampante, movente dal terreno e sinistrato da una pianta di cardo di verde, nodrito sul terreno stesso (citato in (4) – Vol. I pag. 529) liocorno rampante di oro su terrazzo di verde su azzurro accompagnato da - a destra pianta di cardo di verde nodrita sulla terrazza stessa su azzurro (citato in LEOM) (la blasonatura non è stata ancora caricata) (citato in UNFE) Immagine nella Biblioteca Estense Universitaria (id. 18). |
|        | Bassompierz (Francia) (d'argento, a tre scaglioni di rosso) (citato in UNFE) Immagine nella Biblioteca Estense Universitaria (id. 5010). |

### Bast
| Stemma | Casato e blasonatura |
| ------ | --- |
|        | Basta (Udine) inquartato: nel 1º e 4º di rosso al cavallo corrente d'argento con sopra un guerriero armato di tutto punto impugnante una spada; nel 2º e 3º d'argento alla sbarra di rosso; sul tutto uno scudetto d'oro caricato dell'aquila imperiale (citato in GUCA – pag. 566 e in DAlena) |
|        | Bastardi (Modena, Ferrara) (la blasonatura non è stata ancora caricata) (citato in UNFE) Immagine nella Biblioteca Estense Universitaria (id. 656). |
|        | Bastardi (la blasonatura non è stata ancora caricata) (citato in UNFE) Immagine nella Biblioteca Estense Universitaria (id. 3691). |
|        | Bastardi (Modena) (la blasonatura non è stata ancora caricata) (citato in UNFE) Immagine nella Biblioteca Estense Universitaria (id. 1370). |
|        | Bastari (Firenze) D'oro, seminato di plinti di nero, al leone attraversante dello stesso, armato e lampassato di rosso (citato in (15)) |
|        | Bastari (Toscana) (DE) In Silber 3 schwarze Pfähle (citato in (21)) |
|        | Bastelli o Ser Bastelli (Toscana) (DE) In Rot 1 stehender goldener Stier, 1 mit 1 natürlichen Laubbaum besetzten grünen Schildfuß überdeckend (citato in (21)) |
|        | Basteri o Bastery o Basteris (Cumiana) Titolo: conti di Balboutet Troncato, al 1° d'azzurro al leone coronato, d'oro, al 2° di rosso alla pergola d'oro, posta in banda sostenuta a destra (sic) da tre spade poste in banda (citato in (17)) |
|        | Bastia (Luserna) Troncato, al 1° d'azzurro, a tre stelle d'argento, male ordinate, al 2° d'oro, a tre pali di rosso, con la fascia d'argento sulla partizione (citato in (17)) |
|        | Bastogi (Firenze) troncato: nel 1º d'argento all'elefante passante al naturale caricato di una stella d'azzurro a 8 raggi; nel 2º palato di rosso e di oro di quattro pezzi: il 2º palo caricato di una stella di rosso, il terzo di una stella d'oro, l'una e l'altra a 8 raggi (citato in (4) – Vol. I pag. 530 e in DAlena) elefante passante al naturale caricato da - stella (8 raggi) di azzurro su argento - palato di rosso e di oro (4 pezzi) - i pali centrali caricati quello di oro da stella (8 raggi) di rosso e quello di rosso da stella (8 raggi) di oro (citato in LEOM) Motto: Paulatim |
|        | Bastogi (Livorno) Troncato: nel 1º d'argento, all'elefante fermo al naturale caricato di una stella a otto punte d'azzurro; nel 2º palato di quattro pezzi di rosso e d'oro, i due pezzi centrali caricati ciascuno di una stella a otto punte dell'uno nell'altro alias Troncato: nel 1º d'argento, all'elefante fermo al naturale, caricato di una stella a otto punte d'azzurro; nel 2º partito di rosso e d'oro, con la linea di partizione affiancata da due pali, caricati ciascuno di una stella a otto punte, dell'uno nell'altro (citato in (15))                                                 |
|        | Bastone (Sicilia) di rosso con un braccio armato d'argento che impugna un bastone d'oro (citato in (29)) Notizie storiche in Famiglie nobili di Sicilia. |

### Basu
| Stemma | Casato e blasonatura |
| ------ | --- |
|        | Basurto (Lecce) grembiato di argento e di nero caricato di 8 stelle (5 raggi) di nero su argento e di argento su nero - 5 cuori di argento su rosso posti in croce di Sant'Andrea (citato in LEOM) |

### Basv
| Stemma | Casato e blasonatura |
| ------ | --- |
|        | Basvecchi (Recanati) (blasonatura non presente) (citato in (4) – Vol. I pag. 530) sbarra di argento sovrastante leone rampante al naturale su oro - lupo di oro rampante su nero - 3 lune montanti di argento poste in fascia su rosso (citato in LEOM) |

### Bata
| Stemma | Casato e blasonatura |
| ------ | --- |
|        | Batacchi (Livorno, Firenze) Di rosso, alla scala di quattro pioli composta d'argento e di nero, sormontata da tre gigli d'oro ordinati fra i quattro pendenti di un lambello dello stesso (citato in (15)) |
|        | Batacchioli (Pistoia) Di rosso, a due bande d'argento, e alla fascia attraversante d'azzurro alias Di rosso, a tre bande d'argento, e alla fascia attraversante d'azzurro (citato in (15))                 |
|        | Batagia (Veneto) (la blasonatura non è stata ancora caricata) (citato in (30)) (immagine dello Stemmario reale di Baviera.)                                                                                |
|        | Batagia (la blasonatura non è stata ancora caricata) (citato in UNFE) Immagine nella Biblioteca Estense Universitaria (id. 4529).                                                                          |
|        | Batagia (Veneto) (la blasonatura non è stata ancora caricata) (citato in (30)) (immagine dello Stemmario reale di Baviera.)                                                                                |
|        | Batagioni (Veneto) (di rosso, a tre melagrane (?) d'oro) (citato in (30)) (immagine dello Stemmario reale di Baviera.)                                                                                     |

### Bati
| Stemma | Casato e blasonatura |
| ------ | --- |
|        | Bati (Firenze) D'azzurro, alla banda d'oro caricata di tre porci passanti di nero, cinghiati d'argento, posti nel senso della pezza (citato in (15)) (DE) In Blau 1 goldener Schrägbalken, senkrecht zur Figur belegt mit 3 schreitenden silbergezäumten schwarzen Schweinen (citato in (21)) alias Di rosso, alla banda d'oro caricata di tre porci passanti di nero, cinghiati d'argento, posti nel senso della pezza (citato in (15)) (DE) In Rot 1 goldener Schrägbalken, senkrecht zur Figur belegt mit 3 schreitenden silbergezäumten schwarzen Schweinen (citato in (21)) alias Di rosso, alla banda d'argento caricata di tre porci passanti di nero, cinghiati d'argento, posti nel senso della pezza, accompagnata nel cantone sinistro del capo da una corona radiata d'oro (citato in (15)) |
|        | Batini (Firenze) D'oro, alla croce ritrinciata e vuota d'azzurro, caricata di un filetto in croce di rosso (citato in (15)) (DE) In Gold 1 blau bordiertes endgespitztes goldenes Kreuz, belegt mit 1 roten Kreuz (citato in (21)) alias D'argento, alla croce ritrinciata d'oro, bordata d'azzurro, caricata di un filetto in croce di rosso (citato in (15)) |
|        | Batini (Firenze) Di..., all'elefante fermo di..., sostenente una torre di... (citato in (15)) (DE) 1 linksgewendeter Elefant mit Bauchgurt, besetzt mit 1 gezinnten Turm (citato in (21)) |
|        | Batini (Toscana) (DE) In Silber 1 rot bordiertes endgespitztes silbernes Kreuz, belegt mit 1 roten Tatzenkreuz (citato in (21)) |
|        | Batini (Toscana) (DE) In Gold 1 blaues endgespitztes Hochkreuz, belegt mit 1 roten Kreuz (citato in (21)) |
|        | Batini (Toscana) (DE) In Gold 1 silbernes endgespitztes Kreuz, belegt mit 1 roten endgespitzten Kreuz (citato in (21)) |
|        | Batistini (Pistoia) D'azzurro, all'albero di pino nodrito sul terreno e accollato da una pianta di vite fruttifera di due pezzi, il tutto al naturale, e sormontato da una stella a sei punte d'oro (citato in (15)) alias D'azzurro, all'albero di pino nodrito sul terreno e accollato da una pianta di vite fruttifera di due pezzi, il tutto al naturale, e sormontato da una stella a otto punte d'oro (citato in (15)) (DE) In Blau 1 schwebender grüner Laubbaum, beidseitig umrankt von 2 roten Weinranken und oben begleitet von 1 achtstrahligen goldenen Stern (citato in (21)) |

### Bato
| Stemma | Casato e blasonatura |
| ------ | --- |
|        | Batorsi da Berberino (Firenze) Di..., al leone di..., addestrato da quattro filetti in fascia ritirati a destra di..., non toccanti il leone (citato in (15)) |

### Batt
| Stemma | Casato e blasonatura |
| ------ | --- |
|        | Battaglia (Norcia) d'azzurro all'albero di verde sinistrato da un leone d'oro accompagnato in capo da un'aquila fissante una stella di oro posta nel canton destro del capo (citato in (4) – Vol. I pag. 531) albero di verde sradicato - a destra leone rampante di oro su azzurro - aquila di argento mirante - stella (6 raggi) di oro in alto su azzurro (citato in LEOM) |
|        | Battaglia (Pisa) Di rosso, al monte di sei cime di verde, cimato da tre pannocchie di saggina d'oro, fogliate dello stesso; con il capo d'oro caricato dell'aquila dal volo abbassato di nero (citato in (15)) |
|        | Battaglia (Mezzoiuso, Palermo, Ragusa) Titolo: barone di Nicolosi di rosso, al braccio destro movente dal lato destro dello scudo, armato al naturale impugnante una bandiera d'argento, astata d'oro (citato in (4) – Vol. I pag. 530, in (18), in Mango e in (29)) di rosso con un braccio armato che impugna un'asta d'oro con bandiera d'argento (citato in (29)) braccio sinistro armato al naturale uscente da sinistra impugnante una bandiera di argento con l'asta di oro posta in banda su rosso (citato in LEOM) Notizie storiche in Famiglie nobili di Sicilia. Ulteriori notizie storiche in Famiglie nobili di Sicilia.                                     |
|        | Battaglia (Casale) Troncato, di rosso, alla spada d'argento posta in banda, con l'elsa d'oro, e d'argento pieno (citato in (17)) |
|        | Battaglia (Torino) Titolo: conti Troncato, al 1° d'azzurro, a due fasce d'argento, con sopra il tutto un grifone attraversante, appoggiato con l'artiglio inferiore sinistro su di una bomba, il tutto al naturale, al 2° di verde, a tre stelle (6) d'argento, 2, 1 (citato in (17)) grifo rampante al naturale su 2 fasce di argento su azzurro la sinistra poggia su una bomba infiammata al naturale - 3 stelle (6 raggi) di argento su verde poste 2,1 (citato in LEOM) |
|        | Battaglia (Napoletano) (la blasonatura non è stata ancora caricata) (citato in (22)) |
|        | Battaglia (Napoletano) di rosso, al braccio destro armato al naturale, movente dal lato destro dello scudo, impugnante una bandiera d'argento astata d'oro (citato in (20)) |
|        | Battaglia (Cingoli) azzurro pieno - spada posta in fascia di oro punta a sinistra su rosso (citato in LEOM) |
|        | Battaglia (Treviso) 2 cotogni gambuti di argento incrociati su rosso (citato in LEOM) |
|        | Battaglia (Treviso) 2 scovoli di argento incrociati su rosso (citato in LEOM) |
|        | Battaglieri (Mondovì) Titolo: consignori di Ceva, Scagnello Palato di rosso e d'argento, al capo del primo, sostenuto d'oro, carico di un braccio armato, movente dal fianco destro, tenente con la mano guantata una spada, il tutto al naturale (citato in (17)) |
|        | Battaglini (Rimini) troncato: nel 1º di rosso alla spada d'argento posta in banda con l punta all'ingiù; nel 2º di argento pieno (citato in (4) – Vol. I pag. 531) spada di argento posta in banda punta al basso sul rosso del troncato di rosso e di argento (citato in LEOM) Cimiero: una mano impugnante la spada dello scudo |
|        | Battaglini (Pisa) Troncato: nel 1º d'azzurro, al lupo rapace di nero, nascente dalla troncatura; nel 2º scaccato d'argento e di rosso (citato in (15)) |
|        | Battaglini (Cesena) (la blasonatura non è stata ancora caricata) (citato in BLCW) Immagine in Blasone Cesenate. |
|        | Battaglioni (Cremona, Venezia) (la blasonatura non è stata ancora caricata) (citato in UNFE) Immagine nella Biblioteca Estense Universitaria (id. 5720). |
|        | Battaglioni (Cremona, Venezia) (la blasonatura non è stata ancora caricata) (citato in UNFE) Immagine nella Biblioteca Estense Universitaria (id. 5721). |
|        | Battagliucci o Battagliuzzi (Bologna) 3 fasce di verde su oro caricate ciascuna di una gemella in fascia di oro - bordura di verde (citato in LEOM) |
|        | Battezzini o Battezzoni (Toscana) D'argento, al sole di rosso (citato in (15)) (DE) In Silber 1 strahlende, gesichtete rote Sonne (citato in (21)) |
|        | Battezzini (Toscana) (DE) Blau-rot geteilt, unten 1 silberne Rose (citato in (21)) |
|        | Battezzoni (Firenze) Scaccato d'argento e di rosso, alla banda attraversante d'azzurro (citato in (15)) (DE) Rot-silber geschacht und überdeckt von 1 blauen Schrägbalken (citato in (21)) |
|        | Battheon (Torino) D'argento, a due rami di alloro, di verde, fruttati di porpora, decussati, accompagnati da quattro gocce di sangue, di rosso, con il capo d'azzurro, carico di un leone d'oro, nascente Motto: Ut leo (citato in (17)) |
|        | Battiani (Biella, Torino) Titolo: conti di Serravalle; consignori di Castellengo D'azzurro, a sei gigli d'oro, 3, 2, 1 alias D'azzurro, a sei gigli d'oro, 1, 2, 2, 1 Motto: Virtuti fortuna comes - Quem genuit adoravit (citato in (17)) |
|        | Battiata o Battiato (Sicilia) di. . . . ., al vaso o fonte di. . . . . sormontato da tre stelle di otto raggi di. . . . . (citato in Mango) |
|        | Battibocca (Camerino, Roma) d'azzurro, all'olivo nodrito nel terreno erboso, sostenente un uccello rivolto, il tutto al naturale (citato in GUCA – pag. 380, in (4) - Vol. I pag. 532 e in DAlena) albero di olivo su terrazzo su azzurro cimato da - uccello rivolto tutto al naturale su azzurro (citato in LEOM) |
|        | Battifalza (Cesena) (la blasonatura non è stata ancora caricata) (citato in BLCW) Immagine in Blasone Cesenate. |
|        | Battilori (Sierna) Di rosso, alla fascia d'argento (citato in (15)) |
|        | Battiloro (Molise) D'azzurro al destrocherio di carnagione impugnante un martello in atto di battere sopra una verga d'oro poggiata sull'incudine, il tutto al naturale, accompagnato da una stella (6) crinita d'oro nel cantone sinistro del capo (citato in DAlena) |
|        | Battimamme (Toscana) (DE) In Blau 1 goldener Vierbeiner, 1 gestürzte goldene Keule haltend (citato in (21)) |
|        | Battimiello (Napoletano) (la blasonatura non è stata ancora caricata) (citato in (22)) |
|        | Battini Ponzò (Fivizzano) semipartito-troncato: nel 1º di azzurro alla testa di bue al naturale uscente da un monte di sette cime d'argento poste 4 e 3; nel 2º d'oro alla stella di otto raggi di nero e alla ruota dello stesso poste in palo; 3º di rosso, al cipresso al naturale nascente in punta, affiancato da due stelle di otto raggi di nero (citato in (4) – Vol. I pag. 532) testa di bue in maestà al naturale uscente da - monte a 7 cime di argento uscente dalla partizione su azzurro - stella (8 raggi) di nero in alto - ruota dello stesso su oro - albero cipresso al naturale affiancato da - 2 stelle (8 raggi) di nero su rosso (citato in LEOM) |
|        | Battini Ponzò (Pontremoli) Troncato: nel 1º partito: a/ d'azzurro, alla testa e collo di bue al naturale, cornato d'argento, nascente da un monte di sette cime d'argento; b/ d'oro, alla ruota di nero sormontata da una stella a otto punte dello stesso; nel 2º di rosso, all'albero di cipresso sradicato al naturale, accostato da due stelle a otto punte di nero (citato in (15)) |
|        | Battipaglia (Foggia) (la blasonatura non è stata ancora caricata) (citato in DAlena) |
|        | Battisti (Corsica) d'azzurro, alla fenice di argento, armata e linguata di rosso sulla sua immortalità fissante un sole levante dello stesso (citato in GUCA – pag. 255 e in DAlena) |
|        | Battisti di San Giorgio (Trentino) troncato: nel 1º d'argento a 2 sbarre scorciate di rosso; nel 2º di rosso a una piramide d'argento, sul terreno al naturale (citato in GUCA – pag. 427 e in DAlena) |
|        | Battistini (Pistoia) D'azzurro, all'albero di verde nodrito sul terreno dello stesso, accollato da una pianta di vite di verde, fruttifera d'oro, e sormontato da una stella a otto punte dello stesso (citato in (15)) |
|        | Battori o Battori di Transilvania (Ungheria) (la blasonatura non è stata ancora caricata) (citato in UNFE) Immagine nella Biblioteca Estense Universitaria (id. 266 e id. 2523). |

### Batu
| Stemma | Casato e blasonatura |
| ------ | --- |
|        | Batuelli (Torino) Palato d'argento e di rosso, con la banda d'azzurro, carica di tre mezzelune d'argento, montanti (citato in (17)) |

### Bau
| Stemma | Casato e blasonatura |
| ------ | --- |
|        | Baud (Torino) D'azzurro, vestito d'argento, alla stella DAlena d'oro Motto: Sic virtus in arduis (citato in (17)) |
|        | Baudi o Baudo (Vigone, Torino, Alessandria) Titolo: conte di Calvignano, Selve, Vesme; barone di Belriparo; signore di Vesme; consignore di Lanerio d'azzurro, al compasso d'oro aperto; col capo di rosso, cucito, carico di tre conchiglie d'oro, ordinate in fascia (citato in (4) – Vol. I pag. 533 e in (25)) compasso di oro aperto punte al basso su azzurro - 3 conchiglie di oro poste in fascia su rosso in capo (citato in LEOM) Cimiero: levriere di oro, nascente Motto: Fidelis custos      |
|        | Baudimani d'argento, alle tre anitrelle di nero (citato in (6) – pag. 100) |
|        | Bauducco o Bauduchi (Moncalieri) Titolo: consignori di Bibiana Di rosso, alla punta d'argento, carica di una stella d'azzurro (citato in (17)) |
|        | Bauffremont Titolo: conti di Pont-de-Vaux Vaiato di rosso e d'oro Motto: Dieu aide au premier Chrétien (citato in (17)) |
|        | Bausa (Firenze) Troncato: nel 1º di..., al cane coricato rivolto di..., tenente in banda fra le zampe anteriori uno scettro di..., il tutto accompagnato in capo da una corona radiata di..., infilata da due rami decussati di..., uno di quercia e uno di palma, e sormontata da una stella a sei punte di...; nel 2º troncato di... e di..., alla rosa di... nel primo, e alla fascia di... nel secondo (citato in (15))                                                                               |
|        | Bautte (Ginevra) partito: nel 1º di azzurro al palo d'oro caricato di una freccia di rosso piumata di argento; nel secondo di nero al leone d'argento coronato alla reale d'oro, addestrato da una stella d'argento a 8 raggi (citato in (4) – Vol. I pag. 533) freccia di rosso punta in alto su palo di oro su azzurro - leone rampante di argento coronato di oro su nero - stella (8 raggi) di argento in alto a sinistra su nero (citato in LEOM) Motti: Loyauté passe tout - Sic itur ad astra      |
|        | Bautte (Fiesole) Partito: nel 1º d'azzurro, al palo d'oro caricato di una freccia di rosso impennata d'argento; nel 2º di nero, al leone d'argento coronato d'oro, accompagnato nel cantone destro del capo da una stella a cinque punte d'argento alias Partito: nel 1º d'azzurro, al palo d'oro caricato di una freccia di rosso impennata d'argento; nel 2º di nero, al leone d'argento coronato d'oro, accompagnato nel cantone destro del capo da una stella a otto punte d'argento (citato in (15)) |
|        | Bauttier de Mongeota (Parma) d'oro, al cinghiale passante inseguito ed addentato al dorso da un veltro, il tutto al naturale (citato in GUCA – pag. 140 e in DAlena) |

### Bav
| Stemma | Casato e blasonatura |
| ------ | --- |
|        | Bava (Fossano) Titolo: conti di S. Paolo; signori di Altessano, Clavesana, Vallo; consignori di Cervere, Costigliole Di rosso, al leone bandato di nero e d'argento alias Di rosso, al leone fasciato di nero e d'argento Motto: Nul bien sans peine (citato in (17)) |
|        | Bava (Salussola) Di rosso, al leone bandato d'argento e di nero (citato in (17)) |
|        | Bava poi Bava Beccaris (Fossano) Titolo: nobile; signore del Valle di rosso, al leone bandato di argento e di nero (citato in (4) – Vol. I pag. 533 e in (25)) leone rampante bandato di argento e di nero (8 pezzi) su rosso (citato in LEOM) alias Di rosso, al leone bandato di nero e d'argento (citato in (17)) Motto: Nul bien sans peine |
|        | Bavara (Sicilia) d'azzurro con un cavallo d'oro sopra onde marine, montato da guerriero che tiene nella man destra un tizzone acceso (citato in (29)) Notizie storiche in Famiglie nobili di Sicilia. |
|        | Bavastrelli (Messina) Titolo: marchese d'azzurro, alla fascia d'oro, accompagnata da 3 stelle dello stesso, sormontate (?) da un pino al naturale, nodrito sulla fascia (citato in (4) – Vol. I pag. 534, in (18), in Mango e in (29)) fascia di oro su azzurro - albero pino al naturale uscente dalla fascia su azzurro affiancato da - 2 stelle (5 raggi) di oro su azzurro - stella (5 raggi) di oro su azzurro in basso (citato in LEOM) Notizie storiche in Famiglie nobili di Sicilia. |
|        | Bavazzana o Bavazzano (Ovada) D'oro, alla banda di rosso; col capo d'azzurro, caricato di un giglio d'oro (citato in (33)) |
|        | Bavera o Manganelli (Sicilia) di rosso, al mare fluttuoso di verde, ed il guerriero armato di tutto punto di argento, impugnante con la destra un manganello di seta d'oro e montato su un cavallo d'argento, uscente per metà dalle onde (citato in Mango) |
|        | Baviera (Senigallia) Titolo: consignori di Montaldo Roero Inquartato, al 1° e 4° losangato in banda d'azzurro e d'argento, al 2° e 3° di nero, al leone coronato, d'oro (citato in (17)) |
|        | Bavieri (Firenze) Di rosso, a tre crescenti montanti d'argento, 2.1 (citato in (15)) (DE) In Rot 3 liegende silberne Halbmonde, 2:1 gestellt (citato in (21)) |
|        | Bavieri (Bologna) Leone leopardito (citato in DAlena) |
|        | Bavuso (Sicilia) spaccato di nero e d'argento (citato in Mango) |

### Bax
| Stemma | Casato e blasonatura |
| ------ | --- |
|        | Baxedello (Altino, Venezia) (la blasonatura non è stata ancora caricata) (citato in UNFE) Immagine nella Estense Universitaria (id. 7061), su bibliotecaestense.beniculturali.it. URL consultato il 10 dicembre 2020 (archiviato dall'url originale il 4 marzo 2016). |

### Bay
| Stemma | Casato e blasonatura |
| ------ | --- |
|        | Bay (Savoia) D'azzurro, al cavallo d'argento, allegro, accompagnato da tre stelle d'oro alias D'azzurro, al cavallo passante, d'argento, accompagnato da tre stelle d'oro Motto: Tout pour amour - 'Amour passe tout (citato in (17)) |
|        | Bayard de Volo o Volo (Modena) inquartato: al 1º d'argento al sole di rosso; al 2º d'azzurro; al 3º d'azzurro alla ruota di mulino d'argento; al 4º d'oro all'aquila coronata di nero, posta in sbarra, e sul tutto di azzurro al capo e collo di cavallo, d'oro, coronato e imbrigliato dello stesso Sostegni: due cigni d'argento Motto: Patriae salus et gloria (citato in (4) – Vol. I pag. 535) (la blasonatura non è stata ancora caricata) (citato in UNFE) Immagine nella Biblioteca Estense Universitaria (id. 20). |

### Baz
| Stemma | Casato e blasonatura |
| ------ | --- |
|        | Bazadona (Veneto) (d'oro, all'antilope di nero) (citato in (30)) (immagine dello Stemmario reale di Baviera.) |
|        | Bazadona (Veneto) (grembiato d'oro e d'azzurro) (citato in (30)) (immagine dello Stemmario reale di Baviera.) |
|        | Bazalieri (Modena, Ferrara) (la blasonatura non è stata ancora caricata) (citato in UNFE) Immagine nella Biblioteca Estense Universitaria (id. 623). |
|        | Bazalieri (Modena) (la blasonatura non è stata ancora caricata) (citato in UNFE) Immagine nella Biblioteca Estense Universitaria (id. 1470). |
|        | Bazalieri (la blasonatura non è stata ancora caricata) (citato in UNFE) Immagine nella Biblioteca Estense Universitaria (id. 3699). |
|        | Bazan ripartito di due tiri e troncato di tre di nero, e d'argento con la bordatura di porpora caricata di otto crocette d'oro, decussate (citato in (4) – pag. 360) |
|        | Bazan (Sicilia) Titolo: barone delli Sollazzi quindici punti di scacchiere d'argento e di nero, con la bordura di rosso, caricata da otto crocette di S. Andrea d'oro. Corona di barone. Lo scudo accollato a 24 bandiere francesi, inglesi, musulmane e marocchine (citato in Mango e in (29)) Notizie storiche in Famiglie nobili di Sicilia. |
|        | Bazan o Bazano o Basano (Torino) Titolo: conti di Rhêmes Saint Georges D'oro, al lupo di nero rampante, imbavagliato d'argento Motto: Pour bien faire (citato in (17)) |
|        | Bazani o Bazzani o Bassani (Casale) Titolo: consignori di Terruggia, Tronzano, Viancino inquartato: al 1° e 4°, partito, a destra d'argento, alla croce potenziata, accantonata da quattro crocette, il tutto d'oro per inchiesta (Gerusalemme), a sinistra d'azzurro a tre gigli d'oro (Francia); al 2° e 3° d'azzurro, alla volpe d'oro, rampante alias D'azzurro, alla volpe d'oro, rampante alias Bandato d'argento e di rosso, con il capo d'oro, carico di un'aquila coronata, di nero Motto: Velox Dei nuntius (citato in (17)) |
|        | Bazani (Modena, Ferrara) (la blasonatura non è stata ancora caricata) (citato in UNFE) Immagine nella Biblioteca Estense Universitaria (id. 643). |
|        | Bazani (Modena) (la blasonatura non è stata ancora caricata) (citato in UNFE) Immagine nella Biblioteca Estense Universitaria (id. 1573). |
|        | Bazani (Torino) (la blasonatura non è stata ancora caricata) (citato in UNFE) Immagine nella Biblioteca Estense Universitaria (id. 3679). |
|        | Bazenon (Torcello, Venezia) (d'argento, alla banda d'oro accompagnata da due stelle a otto raggi, una d'oro in capo e una di rosso in punta) (citato in (30)) (immagine dello Stemmario reale di Baviera.) (la blasonatura non è stata ancora caricata) (citato in UNFE) Immagine nella Biblioteca Estense Universitaria (id. 5722). alias (trinciato d'argento e d'azzurro, alla banda di rosso attraversante, accompagnata in capo da una lettera B maiuscola di nero) (citato in (30)) (immagine dello Stemmario reale di Baviera.) alias (d'argento, alla banda d'oro accompagnata da due stelle a otto raggi d'oro, una in capo e una in punta) (citato in (30)) (immagine dello Stemmario reale di Baviera.) |
|        | Bazzagli (Cesena) (la blasonatura non è stata ancora caricata) (citato in BLCW) Immagine in Blasone Cesenate. |
|        | Bazzani (Bagolino) dimidiato nel 1º a tre stelle con sei punte; nel 2º a una scala posta in banda (citato in Piovanelli) |
|        | Bazzani (Modena) (la blasonatura non è stata ancora caricata) (citato in UNFE) Immagine nella Biblioteca Estense Universitaria (id. 1358). |
|        | Bazzetta (Novara, Milano) Titolo: conti D'azzurro al levriere d'argento, ritto, collarinato e coronato d'oro, tenente con la zampa destra un giglio, pure d'oro (citato in (17)) |
|        | Bazzini (Lovere (Bergamo)) partito: al 1º di rosso; al 2º partito, di nero e di porpora col capo di porpora all'aquila d'oro coronata dello stesso (citato in (4) – Vol. I pag. 536) rosso pieno - partito di nero e di viola - aquila coronata di oro su viola in capo (citato in LEOM) |
|        | Bazzini (Lovere (Bergamo)) partito di rosso e ripartito di nero e di oro - aquila di nero su oro in capo (citato in LEOM) |